# Buk v Mimoni
Památný buk v Mimoni je památný strom rostoucí východně od vlakového nádraží v Mimoni v okrese Česká Lípa v Libereckém kraji ve skupině stromů.
Buk požívá ochrany od roku 2010 jako významná dominanta. Měřený obvod kmene v roce 2010 činil 275 centimetrů a výška činila 20 m.

## Fotogalerie

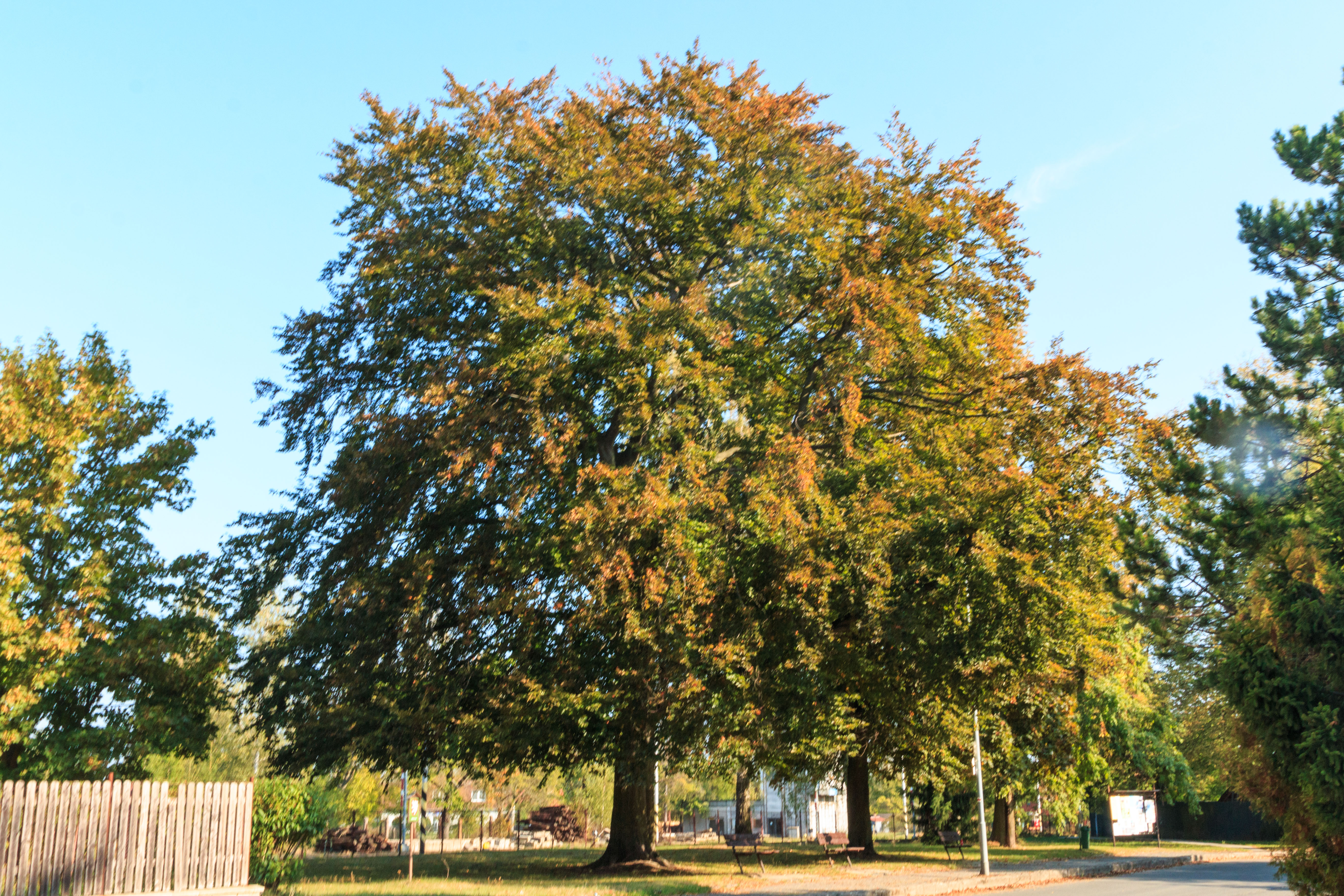
Památný buk v Mimoni
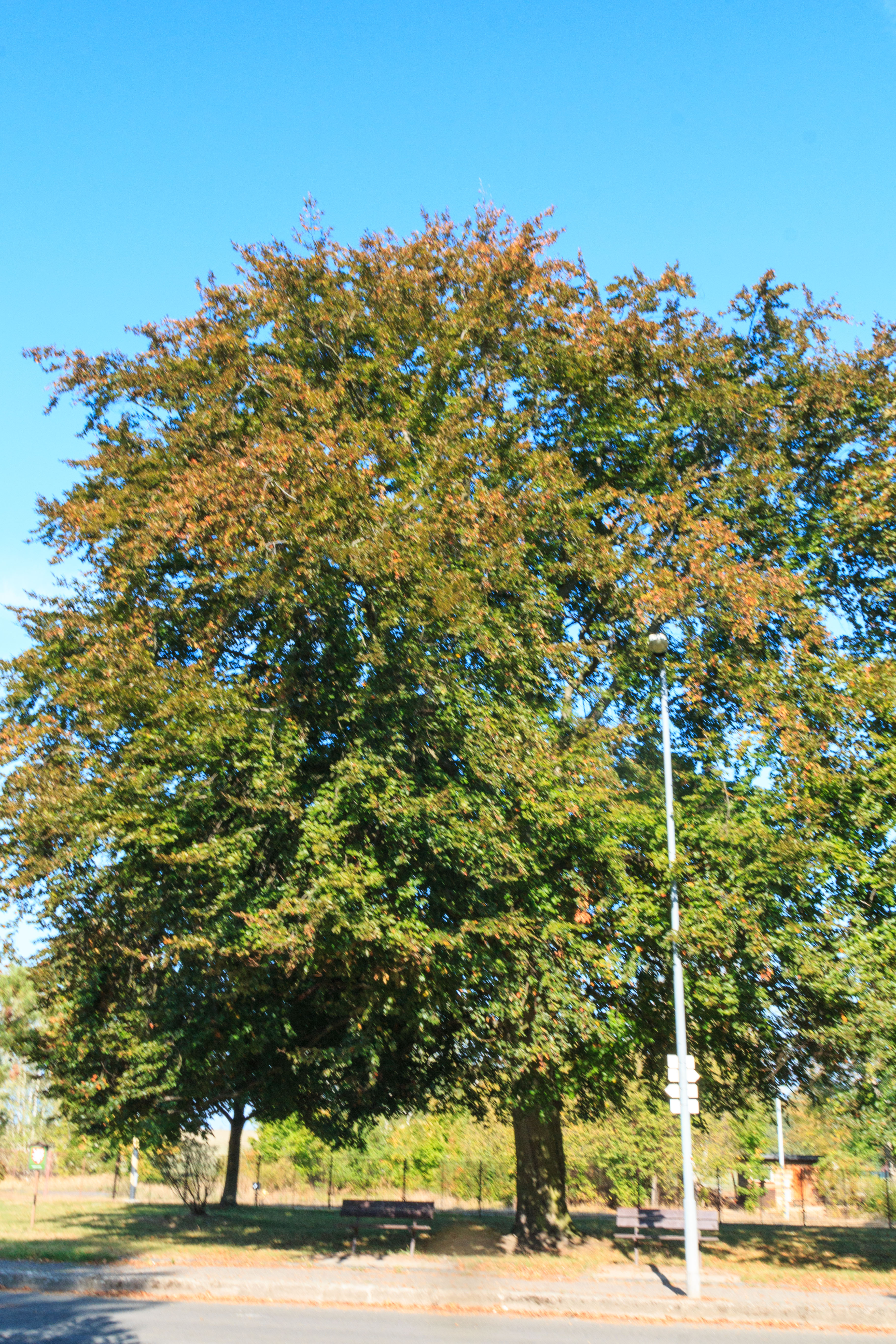
Památný buk v Mimoni